# Making History: The Calm & The Storm
Making History: The Calm & The Storm es un videojuego de estrategia de la Segunda Guerra Mundial lanzado en marzo de 2007 por la empresa desarrolladora Muzzy Lane. Se parece en muchos aspectos a los populares juegos de mesa Axis and Allies y Risk, Making History funciona con un sistema de turnos con manejo de industria básica, economía, recursos naturales, investigación tecnológica y diplomacia.
Desde la versión 2.03 los jugadores son capaces de jugar como cualquier país que tenga reconocimiento internacional entre los años 1936 y 1945, sin embargo, los jugadores preferiblemente deben seleccionar uno de los países más poderosos de la época, como por ejemplo la China nacionalista, Francia, Alemania nacionalsocialista, Italia fascista, el Imperio del Japón, el Reino Unido, los Estados Unidos o la Unión Soviética.
El juego ha sido catalogado por sus desarrolladores como una herramienta educacional, siendo descrito en diciembre de 2007 en un artículo de Newsweek como "parte del plan de enseñanza sobre la Segunda Guerra Mundial en más de 150 escuelas".
El 30 de julio de 2008, Muzzy Lane lanzó la edición Gold del juego. Esta edición presenta un nuevo escenario "Rise of the Reich" que comienza en 1933, nuevos conceptos de combate que incluyen fuerzas de combate separadas para unidades en ataque o defensa y la capacidad de los partisanos para lanzar insurrecciones y liberar territorios conquistados no anexados, junto con numerosas mejoras para el sistema económico, como aumentar el suministro y el precio del petróleo y reducir el costo de los alimentos.
Ambas versiones son distribuidos a través de la plataforma Steam, siendo el primero el más barato, y alcanzando el precio de 0.49 dólares en temporada de ofertas. También la edición Gold se puede encontrar en la página del distribuidor actual, Factus Games, estudio responsable de las últimas entregas de la serie.
Gracias a que el juego trae un editor de escenarios, los jugadores han podido crear estos y distribuirlos por Internet expandiendo la experiencia del juego.
El juego fue traducido al español, alemán, ruso, italiano, francés y al japonés en la edición Gold.
El juego fue publicado con el nombre Strategic War Command en Alemania.

### Países principales
En los escenarios por defecto del juego aparecen los siguientes países en el listado, sin embargo, existe la opción de elegir otros países.

China nacionalista
Francia
Alemania nacionalsocialista
Italia fascista
Imperio del Japón[n. 1]
Reino Unido
Estados Unidos
Unión Soviética

1. ↑  Nota: la bandera del Sol Naciente corresponde a la bandera de las FF. AA. del Imperio del Japón durante la Segunda Guerra Mundial y no a la bandera oficial usada por el Estado japonés, sin embargo, en el juego es mostrada como la bandera usada por Japón en la época.